# Romênia nos Jogos Olímpicos de Inverno de 1948
A Romênia competiu nos Jogos Olímpicos de Inverno de 1948, realizados em St. Moritz, Suíça.